# Whitlock Nicholl

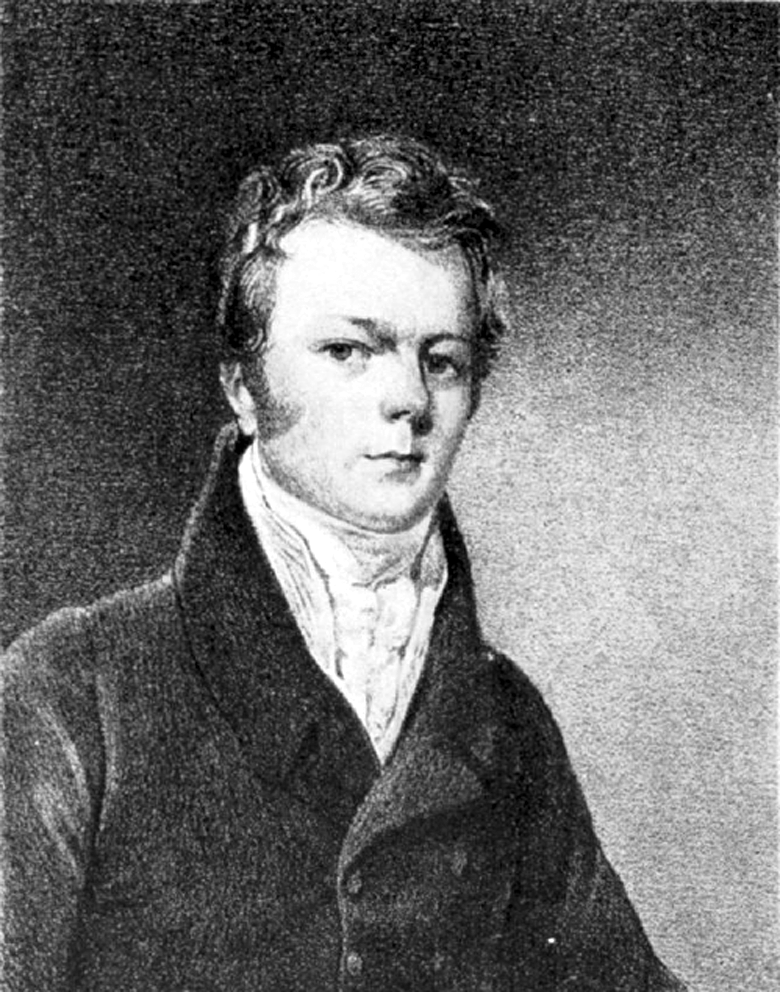
Whitlock Nicholl (um 1821)

Whitlock Nicholl (* 1. September 1786 in Treddington, Worcestershire; † 3. Dezember 1838 in Wimbledon, London) war ein englischer Arzt.

## Leben und Wirken
Whitlock Nicholl war das fünfte von sechs Kindern von Iltyd Nicholl (1743–1787) und Anne Hatch (1758–1839). Er wuchs bei seinem Onkel Reverend John Nicholl (1746–1830) auf. 1802 begann er in Cowbridge (Glamorganshire) eine Ausbildung bei einem praktischen Arzt. Drei Jahre später wurde er Schüler am St. George’s Hospital in London, wo er unter anderem bei Everard Home (1756–1832) studierte. 1808 wurde Nicholl Hausarzt am Londoner Lock Hospital. Ein Jahr später bestand er die Aufnahmeprüfung für das Royal College of Surgeons of England. Nicholl kehrt nach Cowbridge zurück und führte dort eine gemeinsame Praxis mit seinem früheren Ausbilder, die er auch nach dessen Ruhestand weiterbetrieb. Am Marischal College in Aberdeen legte er 1816 seinen Abschluss als Doktor der Medizin (M.D.) ab. Einige Zeitlang betrieb Nicholl eine Praxis in Ludlow, die er 1826 aufgab um nach  Wimbledon in London zu ziehen.
Am 18. Februar 1830 nahm ihn die Royal Society als Mitglied auf. Nicholl veröffentlichte zahlreiche medizinische Werke und einige theologische Schriften.
Auf Whitlock Nicholl gehen die von Michael Faraday zur Beschreibung des Vorgangs der elektrochemischen Zersetzung eingeführten Begriffe Elektrode für die Ein- und Austrittsflächen des Stromes, Elektrolyse für den Vorgang selbst und Elektrolyt für die betroffene Substanz zurück.

## Schriften (Auswahl)
- A Sketch of the Oeconomy of Man. London 1819.
- General elements of pathology. J. Callow, London 1820 (Digitalisat in der Google-Buchsuche).
- Practical remarks on disordered states of the cerebral structures occurring in infants. J. Callow, London 1821.
- An analytical view of christianity : pursued throughout the historical and prophetical books of the Old and New Testament. J. Hatchard & Son, London 1822.

## Nachweise